# Iniciativa contra el sarampión y la rubéola
La Iniciativa contra el sarampión y la rubéola (MRI, por sus siglas en inglés), lanzada en 2001, es un compromiso y una asociación a largo plazo entre líderes de la salud pública y apoya el objetivo de reducir las muertes por sarampión en el mundo en un 90% para 2010, en comparación con las estimaciones de 2000.

## Impacto
Gracias en gran parte al apoyo técnico y financiero de la Iniciativa contra el Sarampión y al compromiso de los gobiernos africanos, desde 1999 se ha vacunado contra el sarampión a 217 millones de niños y se han salvado 1,2 millones de vidas. Basándose en este logro, en 2005 la Iniciativa ha ampliado su apoyo técnico y financiero a países de Asia, donde el total de muertes por sarampión es mayor fuera del África subsahariana. Desde 2001, la Iniciativa contra el Sarampión ha movilizado más de 200 millones de dólares y ha apoyado a más de 40 países africanos y tres asiáticos en la puesta en marcha de campañas de vacunación antisarampionosa de alta calidad. Como resultado, las muertes por sarampión en el mundo se han reducido en un 48%, de 871.000 en 1999 a unas 454.000 en 2004, gracias a las mejoras en las actividades de inmunización sistemática y suplementaria. La mayor reducción se produjo en África, la región con la mayor carga de la enfermedad, donde los casos estimados de sarampión y las muertes se redujeron en un 60%.

## Estructura
El mecanismo de la Iniciativa es una asociación dirigida por la Cruz Roja Americana con apoyo operativo a los países afectados por el sarampión. La Iniciativa ha adoptado como modelo la exitosa iniciativa mundial de erradicación de la poliomielitis dirigida por Rotary. La estrategia de Rotary tenía dos vertientes: repetidas campañas de vacunación reforzadas por la vacunación sistemática. La Iniciativa emplea un enfoque similar: campañas iniciales masivas de recuperación para vacunar a todos los niños que puedan estar en riesgo, con campañas de seguimiento tres o cuatro años después para vacunar a los niños que hayan nacido desde la campaña de recuperación. 

## Antecedentes
En febrero de 2001, la Cruz Roja Americana convocó una reunión con otras organizaciones sanitarias mundiales. La Cruz Roja Americana, los CDC, UNICEF, la Fundación de las Naciones Unidas y la OMS se reunieron para debatir el creciente problema del sarampión en África. Las organizaciones decidieron que el problema requería una acción inmediata, sobre todo teniendo en cuenta que la muerte por sarampión se puede prevenir. En la batalla para reducir la mortalidad por sarampión, la colaboración es crucial porque cada actor aporta una fuerza y un talento diferentes. La OMS diseña las políticas y directrices sanitarias de cada país para garantizar que se toman las medidas adecuadas y seguras durante las campañas de inmunización. UNICEF es la única organización autorizada a importar la vacuna a la mayoría de los países en desarrollo y dispone de una sofisticada capacidad logística, así como de una gran estatura en el país. Los CDC proporcionan financiación y la base técnica y científica de las políticas y asesoran a los países en la planificación de los programas. La Fundación de las Naciones Unidas aporta una cantidad sustancial de fondos, así como los mecanismos financieros necesarios para transferir fondos entre agencias y a los países. La Cruz Roja Americana proporciona financiación y cuenta con la red de sociedades de la Cruz Roja en todo el mundo y con los voluntarios para llevar a cabo la movilización social, garantizando que cada niño tenga la oportunidad de ser vacunado. 

## Socios
Los socios de la Iniciativa contra el Sarampión son: 
- Cruz Roja Americana
- Federación Internacional de la Cruz Roja y de la Media Luna Roja
- Fundación de las Naciones Unidas
- Centros para el Control y la Prevención de Enfermedades (CDC)
- Organización Mundial de la Salud (OMS)
- Fondo de las Naciones Unidas para la Infancia (UNICEF)

Estas organizaciones aprobaron una declaración conjunta el 31 de enero de 2001 en la que manifestaban su intención de luchar contra el sarampión en África.